# Општина Андрид (Сату Маре)
Андрид (рум. Andrid) општина је у Румунији у округу Сату Маре.
Oпштина се налази на надморској висини од 118 m.